# Alleanza Democratica Ucraina per la Riforma
L'Alleanza Democratica Ucraina per la Riforma (in ucraino Український Демократичний Альянс за Реформи, УДАР, Ukraїns'kyj Demokratyčnyj Al'jans za Reformy, UDAR) è stato un partito politico ucraino, guidato dal pugile Vitalij Klyčko, campione del mondo dei pesi massimi WBC.

## Storia
Alle elezioni parlamentari del 2012 l'Alleanza Democratica Ucraina per la Riforma ha ottenuto il 14% e 40 deputati.
Il 28 agosto 2015 il partito si è fuso con l'alleato Solidarnist' di Petro Porošenko dando vita alla nuova formazione chiamata Blocco Petro Porošenko.

## Ideologia
L'Alleanza Democratica Ucraina per la Riforma era un partito liberale di centrodestra, a favore dell'entrata dell'Ucraina nell'Unione europea.
Era osservatore del Partito Popolare Europeo.